# Lown-Klassifikation
Die Lown-Klassifikation (auch: Lown-Klassifizierung) wird in der Medizin zur Einteilung von tachykarden ventrikulären Extrasystolen (VES) angewandt. Das 1971 von dem US-amerikanischen Kardiologen Bernard Lown in der Harvard Medical School in Boston eingeführte Schema sieht eine Einteilung in fünf Kategorien vor, die auch als Lown-Klassen (oder als Grade, Schweregrade, englisch Lown grade) bezeichnet werden. Grundlage der Lown-Klassifizierung ist die Erkenntnis, dass das Ausmaß einer bereits eingetretenen Herzschädigung auch ohne eine Koronarographie sowie das Risiko für einen plötzlichen Herztod bei Patienten mit einer koronaren Herzkrankheit anhand der Art und Häufigkeit von VES in einem Langzeit-EKG grob vorhergesagt werden können.

## Klassifikation
| Klasse | Häufigkeit und Art der VES                                |
| ------ | --------------------------------------------------------- |
| 0      | keine VES                                                 |
| 1      | gelegentliche, einzelne VES (<30/h)                       |
| 2      | häufige (monomorphe) VES (> 30/h)                         |
| 3 a b  | polymorphe (polytope) VES einzeln ventrikulärer Bigeminus |
| 4 a b  | repetitive VES Couplets Salven                            |
| 5      | früh einfallende VES (R-auf-T-Phänomen)                   |

Eine andere Systematik kennt sechs Klassen mit anderer Nummerierung. Danach werden Klasse IIIa zu Klasse 3, IIIb zu Klasse 4, Klasse IVa zu Klasse 5 und Klasse IVb zu Klasse 6 ("Triplets und Salven, Kammertachykardien"). Die Klassen 0 und V fehlen.

## Bedeutung
Das Klassifikationssystem nach Lown wurde bereits frühzeitig kritisiert. Klare Behandlungsrichtlinien wurden gefordert. Trotzdem wurde besonders noch in den 1980er Jahren in der zusammenfassenden Beurteilung von 24-Stunden-Elektrokardiogrammen als Therapiegrundlage das Ausmaß der ventrikulären Extrasystolie regelmäßig in Lown-Graden angegeben. Diese Einteilung gilt heute als veraltet. Teilweise wird inzwischen sogar vor der unkritischen Interpretation der Lown-Klassifikation gewarnt. Ebenso gilt heute eine gezielte antiarrhythmische Medikation bei ventrikulärer Extrasystolie als obsolet.